# Persoonia salicina
Persoonia salicina är en tvåhjärtbladig växtart som beskrevs av Christiaan Hendrik Persoon. Persoonia salicina ingår i släktet Persoonia och familjen Proteaceae. Inga underarter finns listade i Catalogue of Life.